# Ophelia Benson
Ophelia Benson est une auteure, éditrice, blogueuse et militante féministe américaine. Elle est rédactrice en chef du site Web Butterflies and Wheels et chroniqueuse et ancien rédactrice en chef adjointe de The Philosophers' Magazine. Elle est également chroniqueuse pour Free Inquiry.
Ses livres et son site Web défendent l'objectivité et la vérité scientifique contre les menaces à la pensée rationnelle posées par l'intégrisme religieux, la pseudoscience, les vœux pieux, le postmodernisme, ou encore le relativisme.

## Contexte
Ophelia Benson est née dans le New Jersey et a étudié à l'université aux États-Unis, avant de travailler dans diverses branches, y compris comme gardienne de zoo pendant plusieurs années avant de devenir auteure.

## Ouvrages publiés
En 2004, elle est co-autrice de l'ouvrage The Dictionary of Fashionable Nonsense avec Jeremy Stangroom. L'ouvrage est une satire sur le post-modernisme, le jargon moderne et la pensée anti-rationnelle dans le monde universitaire contemporain.
En 2006, Benson et Stangroom ont publié Why Truth Matters qui examine les « fausses allégations faites pour le créationnisme, la négation de la Shoah, la mauvaise interprétation de la biologie évolutive, l'histoire de l'identité, la Science en tant que simple construction sociale et d'autres « paradigmes » qui mènent à façonner nos résultats en fonction de ce que nous voulons trouver ».
En 2009, elle a co-écrit Does God Hate Women? avec Stangroom. Le livre explore l'oppression des femmes au nom des normes religieuses et culturelles, et comment ces problèmes se déroulent à la fois dans le grand public et dans l'arène politique.